# Morti nel 991
| Questa pagina contiene informazioni ricavate automaticamente dalle voci biografiche con l'ausilio del template Bio e di un bot. L'aggiornamento è periodico e automatico e ricostruisce completamente la pagina. Se manca una persona in questa lista, sei pregato di non aggiungerla, ma accertati piuttosto che la sua voce biografica contenga il template Bio e che i dati anagrafici siano correttamente compilati. Se il template Bio manca, inseriscilo tu stesso o, in alternativa, metti l'avviso {{tmp\|Bio}} che ne segnala la mancanza. Se i dati riportati sono sbagliati, correggi direttamente la voce biografica; le modifiche saranno visibili in questa lista entro pochi giorni. Per chiarimenti vedi il progetto biografie. La lista contiene solo le 16 persone che sono citate nell'enciclopedia e per le quali è stato implementato correttamente il template Bio. Pagina aggiornata al 13 gen 2025. |

- 16 gennaio - Taira no Kanemori, poeta giapponese
- 1º marzo - En'yū, imperatore giapponese (n. 959)
- 2 aprile - Barda Sclero, generale bizantino
- 1º maggio - Federico I di Salisburgo, arcivescovo tedesco
- 21 maggio - Pellegrino di Passavia, vescovo cattolico tedesco
- 15 giugno - Teofano Scleraina (n. 955)
- 16 dicembre - Nicola II Crisoberge, arcivescovo bizantino
- Giuditta di Carinzia, nobile tedesca
- Ibn Babawayh al-Qummi, teologo persiano (n. 918)
- Lanzellino d'Asburgo, nobile tedesco
- Tribuno Memmo, doge
- Nakatsukasa, poeta giapponese (n. 912)
- Ottone I del Monferrato, sovrano italiano
- Ya'qub ibn Killis, funzionario iracheno (n. 930)
- Prangarda di Canossa, nobildonna italiana
- Ōnakatomi no Yoshinobu, poeta giapponese (n. 921)